# Paul Störck
Paul Störck (* 12. September 1923 in Wien; † 10. Juli 2001) war österreichischer Jurist und Person des österreichischen gewerblichen Genossenschaftswesens.
Er war von 1965 bis 1984 Verbandsanwalt sowie von 1974 bis 1984 Vorsitzender des Vorstandes des Österreichischen Genossenschaftsverbandes und mehr als zwei Jahrzehnte lang Kanzler des Alten Ordens vom St. Georg (Orden der vier Kaiser). Schon sein Großvater Paul von Störck war ein führender Genossenschaftsfunktionär.

## Ausbildung
Störck studierte nach der Matura am Bundesgymnasium Wien XIII an der Wiener Universität Rechts- und Staatswissenschaft und promovierte 1950 zum Dr. jur. an der Universität Graz.

## Berufliche Tätigkeiten
Nach dem Studium trat er in die CA ein und war als Prokurist und stellvertretender Direktor in deren Geschäftsstelle in Graz tätig. 1965 wurde er in den Vorstand des Österreichischen Genossenschaftsverbandes als Verbandsanwalt berufen und 1974 zum Vorstandsvorsitzenden gewählt.

## Funktionen in der Interessensvertretung
Störck war in führenden Gremien und Expertenkomitees in den Interessensorganisationen der Kreditwirtschaft vertreten, wobei sein Kommentar zum Kreditwesengesetz, der 1988 in der Schulze-Delitzsch-Schriftenreihe erschien, eine Orientierungshilfe und ein Nachschlagewerk für Bankpraktiker darstellte.

## Funktionen im Volksbankensektor
Innerhalb des Volksbankensektors gehörte Störck einer Reihe führender Gremien in Unternehmen des Verbundes an.
Störck war von 1979 bis 1982 Präsident der Internationalen Volksbankenvereinigung (CIBP), danach Vizepräsident sowie nach Beendigung seiner aktiven Berufslaufbahn Ehrenpräsident in dieser internationalen genossenschaftlichen Bankenorganisation.

## Funktionen im Alten Orden vom St. Georg
Dr. Paul Freiherr von Störck war (Alt)kanzler, Ordensrat und Komtur des Ordens, dem er ab 1953 angehörte. Er war Kanzler unter den Gouverneuren Emanuel Liechtenstein und Leonhard Wolkenstein-Rodenegg.

## Publikationen
- Kommentar zum Kreditwesengesetz, Wien 1988
- Genossenschaftsbanken - Privatbanken der heutigen Zeit, in: Österreichisches Bank-Archiv, 2/1983, S. 57ff.
- Zur Problematik einer Novellierung des Kreditwesengesetzes, in: Österreichisches Bank-Archiv, 8/1981, S. 280ff.

## Auszeichnungen
- Eröffnung der Dr. Paul-Störck-Bibliothek in den Räumlichkeiten des Alten Ordens vom St. Georg (22. Jänner 2009)
- Goldenes Doktordiplom der Universität Graz (2000)
- Großes Goldenes Ehrenzeichen des Österreichischen Genossenschaftsverbandes (1983)